# Tânia Alves
Tânia Maria Rego Alves (Bonito de Santa Fé, 12 settembre 1953) è un'attrice, ballerina e cantante brasiliana impegnata anche come produttrice di cinema, teatro e televisione.

## Biografia
(Tânia Alves intervistata da SOM13)
Nata a Bonito de Santa Fé (secondo alcune fonti a Rio de Janeiro) nel 1953, è stata per diversi anni attrice di telenovela. Il suo ultimo lavoro è Araguaia, di Walther Negrão, trasmesso da TV Globo.
Dal 1999 è anche impresaria e manager artistica.

## Vita privata
È madre dell'attrice Gabriela Alves, con la quale amministra anche una SPA a Nova Friburgo.

## Filmografia

### Cinema
- Emanuelle Tropical, regia di J. Marreco (1977)
- Morte e Vida Severina, regia di Zelito Viana (1977)
- Trem Fantasma, regia di Alain Fresnot (1977)
- Cabaret Mineiro, regia di Carlos Alberto Prates Correia (1980)
- O Olho Mágico do Amor, regia di José Antonio Garcia e Ícaro Martins (1981)
- O Cangaceiro Trapalhão, regia di Daniel Filho (1983)
- O Mágico e o Delegado, regia di Fernando Coni Campos (1983)
- Parahyba Mulher Macho, regia di Tizuka Yamasaki (1983)
- Onda Nova, regia di José Antonio Garcia e Ícaro Martins (1983)
- Sole nudo, regia di Tonino Cervi (1984)
- República dos Anjos, regia di Carlos del Pino (1991)
- A Hora Mágica, regia di Guilherme de Almeida Prado (1998)

### Televisione
- Bachianas Brasileiras: Meu Nome è Villa-Lobos, regia di José Montes-Baquer – film TV (1981)
- Morte e vida Severina, regia di Walter Avancini – film TV (1981)
- Lampiao e Maria Bonita (Lampião e Maria Bonita) – serie TV (1982)
- Bandidos da Falange – serie TV, 20 episodi (1983)
- Ti Ti Ti – serial TV, 185 puntate (1985-1986)
- La bottega dei miracoli (Tenda dos Milagres) – serie TV, 20 episodi (1985)
- Pantanal – serie TV, 6 episodi (1990)
- Pedra sobre Pedra – serial TV, 178 puntate (1992)
- Você Decide – serie TV, episodio 2x29 (1993)
- Tocaia Grande – serial TV, 236 puntate (1995-1996)
- Mandacaru – serial TV, 236 puntate (1997-1998)
- Brida – serie TV (1998)
- Marcas da Paixão – serial TV, 165 puntate (2000)
- O clone – serial TV, 165 puntate (2001-2002)
- A grande família – serie TV, episodio 1x21 (2001)
- Essas mulheres – serial TV, 51 puntate (2005)
- Amazônia, de Galvez a Chico Mendes – miniserie TV (2007)
- Araguaia – serie TV, 13 puntate (2010)
- Belmonte – serial TV, 21 puntate (2013)
- Jardins Proibidos – serial TV, 74 puntate (2014-2015)

## Teatro (parziale)
- Palavra de Mulher, San Paolo (2011)

## Discografia parziale

### Album in studio
- 1980 - Bandeira
- 1983 - Novos Sabores
- 1986 - Dona de Mim
- 1987 - Tânia Alves
- 1988 - Brasil Brazil
- 1989 - Folias Tropicais
- 1992 - Humana
- 1995 - Amores e Boleros vol 1
- 1996 - Amores e Boleros vol 2
- 1997 - Amores e Boleros Vol 3
- 1999 - Coração de bolero
- 2000 - Todos os forrós -
- 2001 - De bolero em bolero
- 2003 - Bossas e boleros

### Raccolte
- 1998 - Me deixas louca
- 1999 - Millennium - 20 músicas do século XX
- 2002 - Uma nova história
- 2005 - Novo millennium - 20 músicas para uma nova era

## Videografia
- 2005 -  De bolero em bolero

## Riconoscimenti (parziale)
- Festival del Cinema di Gramado

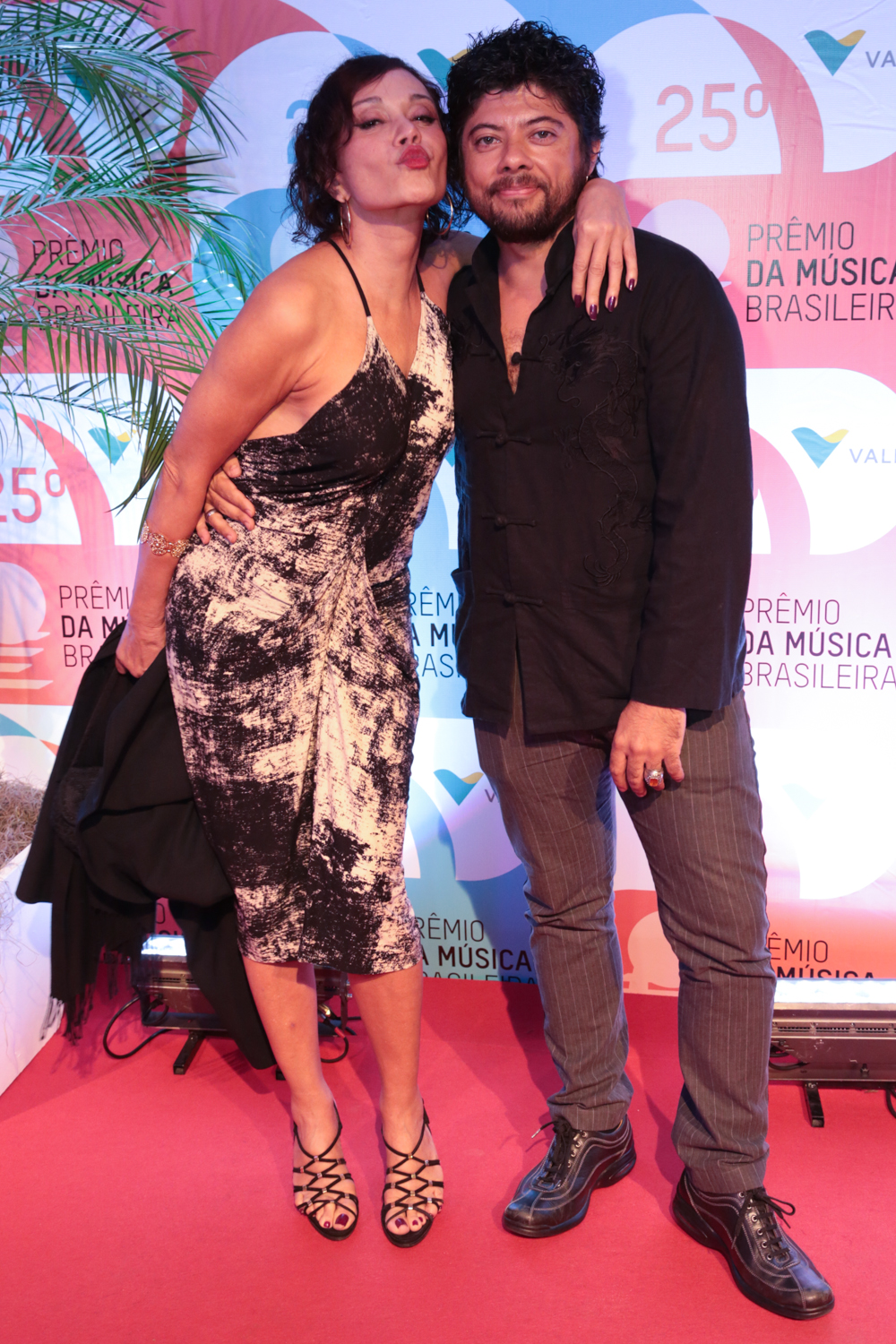
Tânia Alves nel 2014 al 25º Prêmio da Música Brasileira

  - 1981 – Miglior attrice co-protagonista per Cabaret Mineiro
- Festival de Havana
  - 1983 – Miglior attrice per Parahyba Mulher Macho
- Trofeo APCA
  - 1981 – Miglior attrice per O Olho Mágico do Amor
  - 1982 – Miglior attrice per Lampião e Maria Bonita